# Maxen Kapo
Maxen Kapo (* 19. Januar 2001 in Quincy-sous-Sénart) ist ein französischer Fußballspieler.

## Karriere

### Verein
Kapo begann seine Laufbahn in der Jugend der USM Malakoff. 2013 wechselte er in die Jugendakademie des französischen Spitzenklubs Paris Saint-Germain. Im Sommer 2020 wurde er in den Kader der ersten Mannschaft befördert, der Mittelfeldspieler kam bis Saisonende jedoch nicht zum Einsatz. Im Sommer 2021 unterschrieb er einen Vertrag beim Schweizer Erstligisten FC Lausanne-Sport. Im August desselben Jahres gab er bei der 1:3-Niederlage gegen den Grasshopper Club Zürich sein Debüt für Lausanne in der erstklassigen Super League, als er wenige Minuten vor Spielende für Trazié Thomas eingewechselt wurde. Auch aufgrund einer Verletzung blieb dies für die Saison 2021/22 sein einziges Ligaspiel für die erste Mannschaft. Gegen Saisonende wurde er zudem dreimal in der zweiten Mannschaft in der 1. Liga, der vierthöchsten schweizerischen Liga, eingesetzt.
Anfang Juli 2022 wurde er für die Saison 2022/23 an Étoile Carouge ausgeliehen, die in Promotion League, der dritthöchsten schweizerischen Liga, spielen. Hier kam er auf 25 von 33 möglichen Ligaspielen, in denen er zwei Tore schoss, sowie zwei Pokalspiele.
In der Saison 2023/24 gehört er wieder zum Kader von Lausanne. Bis April 2024 kam er nur zu Einsätzen in der zweiten Mannschaft.

### Nationalmannschaft
Kapo absolvierte im Februar 2020 eine Partie für die französische U-19-Auswahl.